# 김지호 (탁구 선수)
김지호(1999년 ~ )은 삼성생명의 소속 탁구선수다. 2018.5월 스웨덴 할름스타드에서 열린 세계선수권대회 단체 동메달을 획득하였다.